# Cœur de filet
Cœur de filet (franska: "filéns hjärta") kallas inom kokkonsten i Sverige den tjockaste delen av nötfilén, det vill säga mittbiten.

## Cœur de filet provençale
Cœur de filet provençale är en variant där den helstekta filén kryddas med vitlök och ofta herbes de Provence. Det förekommer också att oxfiléns huvud används till denna rätt. Som tillbehör används råstekt potatis.